# Gianni Di Capua
Gianni Di Capua (Zurigo, 20 luglio 1959 – Abano Terme, 23 settembre 2018) è stato un regista teatrale, sceneggiatore e produttore televisivo italiano.

## Biografia
Intrapreso lo studio del pianoforte privatamente, dopo il diploma liceale, si iscrive all'Accademia di belle arti di Venezia e alla scuola di musica elettronica del conservatorio Cesare Pollini di Padova, dove avviene l’incontro con Teresa Rampazzi pioniera della musica elettroacustica italiana, al suo ultimo anno d’insegnamento e con la quale prosegue gli studi privatamente conseguendo nel 1981 una menzione d’onore al Concorso Internazionale "Luigi Russolo" per giovani compositori di musica elettroacustica e informatica musicale.
A Venezia si forma nel clima culturale di sperimentazione intercettata nella programmazione della Biennale di Venezia.
Partecipa al laboratorio multidisciplinare d’intervento sull'ambiente ideato dal Centro Maschere e Strutture Gestuali Strutturali di Donato Sartori durante la Biennale Teatro 80 "Carnevale" e ad un tirocinio presso la Galleria del Cavallino di Venezia tra le prime che, a partire dagli anni settanta, stavano introducendo in Italia il nuovo linguaggio della Videoarte.
Al Cavallino sperimenta per la prima volta le potenzialità espressive del videotape e all'intersezione tra le arti performative e film d’artista. Come saggio conclusivo del tirocinio, realizza con l‘artista croato Branko Mohorovičil il video “uno-due-uno”.
Dal 1979 intraprende lunghi soggiorni di studio in Francia, partecipando ai forum de la création dell’IRCAM di Parigi, ai corsi internazionali di musica elettroacustica di Bourges e agli Ateliers Internationaux (musica e suono) istituiti dal Ministero degli affari esteri e della cooperazione internazionale presso l’INEP, l'Istituto Nazionale di Educazione Popolare di Marly-le-Roi assumendo per alcuni stages il ruolo di assistente musicale di Francette Leviuex, fotografa dell’Opera Nazionale di Parigi e documentarista del lavoro di coreografi come Roland Petit, Maurice Béjart, Alvin Ailey o danzatori come Rudol'f Nureev, Noella Pontois, al seguito della quale entrerà in contatto con la Nouvelle Danse Française. Con Francette Levieux realizza un video danza interpretato da Martine Clary danzatrice di spicco del Groupe de recherche chorégraphique de l'Opéra de Paris (GRCOP) e del Théâtre du Silence scomparsa nel 2014.
A un anno dalla scomparsa, il 24 settembre 2019 il Comune di Venezia e la Casa del Cinema di Venezia in collaborazione con Kublai film ed il sostegno della famiglia gli rendono omaggio con una rassegna dei suoi principali lavori e con il racconto, arricchito da testimonianze e aneddoti, di Roberto Calabretto, professore associato nell'Università degli Studi di Udine e della musicologa Roberta De Piccoli. A seguire la proiezione di Richard Wagner. Diario veneziano della sinfonia ritrovata

## Teatro musicale
Agli anni di studio al Conservatorio risalgono le prime regie di teatro strumentale realizzate col Pollini Interensemble, un gruppo di studenti e docenti del Conservatorio patavino costituitosi nell’intento di aggiornare il proprio percorso formativo dotandosi dello studio di un repertorio musicale contemporaneo, in particolare multidisciplinare, nel quale convergessero linguaggi diversi.
Tra i lavori allestiti col gruppo del Pollini Interensemble figurano opere di Silvano Bussotti, Luciano Berio, Henri Pousseur.
Nel marzo del 1982 realizza la partitura elettroacustica, una grammatica visuale, per Anamorfosi, sette variazioni sul quotidiano, azione di teatro danza, ideata e diretta da Roberto Piaggio, prodotta dal Teatro Comunale di Ferrara e andata in scena nella Sala Polivalente sede del Centro Video Arte diretto da Lola Bonora.
Nel 1984, su sollecitazione del M° Elio Peruzzi, clarinettista e interprete dei repertori musicali più estremi e innovativi, mette in scena l’Harlekin di Karlheinz Stockhausen nella sua terza versione per clarinetto e danza. Sarà lo stesso compositore tedesco a dare preziosi consigli sulla partitura che andrà in scena interpretato dalla coreografa e danzatrice francese Zaza Disdier a Padova e su invito del gruppo 78 a Trieste.
Durante la messa in scena di Harlequin, Karlheinz Stochkausen lo invita ad assistere all'intero allestimento del Samsatg aus Licht, per la regia di Luca Ronconi e scene di Gae Aulenti, in corso al Palazzo dello Sport Milano prodotto dal Teatro alla Scala.
Nel 1985 allestisce a proprie spese la versione per pianoforte e canto La voce umana, tragédie lyrique in un atto unico di Francis Poulenc tratta dall'omonimo monologo drammatico di Jean Cocteau del 1928.
Interessato allo sperimentalismo teatrale musicale del regista e scenografo Pier’Alli, lo segue nell'allestimento mozartiano de Le nozze di Figaro al Teatro di Lione e nel 1986, come attore figurante nel progetto cinematografico di drammaturgia scenica sperimentale prodotto dalla Scala di Milano, La caduta della casa Usher, film-spettacolo realizzato nell'ambito del Festival Debussy.
Nel 1987 a Villa Zusto sede municipale di Vigordarzere nel padovano, cura una singolare messa in scena en plain air de L’Histoire du Soldat di Igor Stravinsky.
Nel 1988 Beppe Menegatti lo incarica di adattare la Settima sinfonia di Anton Bruckner al balletto Senso in due parti coreografato da Wayne Eagling, tratto dall'omonima novella di Camillo Boito, già rivisitata per il cinema da Luchino Visconti, rielaborato per l’occasione da Suso Cecchi D'Amico che ne fu la sceneggiatrice, l'adattamento musicale è costituito da una suite per orchestra diretta da Karl Martin, ricavata da un libero adattamento delle nove sinfonie di Anton Bruckner. Senso va in scena nel maggio 1989 al Teatro Massimo Vittorio Emanuele di Palermo con Carla Fracci, nel ruolo della contessa Serpieri.
Nell'autunno del 1989, in occasione del centenario della nascita di Jean Cocteau, al Teatro Mercadante di Napoli, va in scena Cocteau-Opium,  portrairs des femmes, souvenir des hommes, spettacolo di poesia, musica, danza ideato e diretto da Beppe Menegatti con Carla Fracci per la quale realizza, a partire dal monologo teatrale de La voce umana musicato da Francis Poulenc, una trasposizione per pianoforte e voci registrate, quest’ultime tratte dalle interpretazioni di Anna Magnani, Simone Signoret, Ingrid Bergman e Rina Morelli. 
La voix humaine ritornerà ancora nel suo percorso professionale con un allestimento da camera al Castrum di Serravalle di Vittorio Veneto, con Lucia Schierano nel ruolo titolo.
Per il Festival teatrale di Radicondoli, mette in scena nell'estate del 1990, le opere da camera in un atto unico de Il Telefono di Gian Carlo Menotti e Madame Landru di Roberto Hazon.
Nell'autunno del 1990 debutta nella regia lirica con L'italiana in Algeri di Gioachino Rossini andata in scena al Teatro Comunale di Lecco.
Per il XIII premio internazionale Efebo d'oro, elabora un divertimento musicale sulle musiche di Nino Rota per due pianoforti Intorno a Rota con e coreografie di Gabriella Borni.

## Documentario
Il 1993 segna l’approdo al cinema documentario con il film Respiri, silenzi... altri ascolti. La prassi musicale dell'ultimo Nono realizzato nel contesto del Festival di Musica Contemporanea della Biennale di Venezia del 1993, intitolato Con Luigi Nono. 
L’edizione della rassegna, diretta da Mario Messinis, rileva la centralità della figura del musicista veneziano ponendolo al centro di una trama di possibili relazioni e intraprendendo una lettura critica delle sue opere “non paga di sicurezze acquisite”. Il film indaga la poetica musicale dell’ultimo Nono dove il compositore aveva maturato un’idea del suono e dello spazio modificando il testo e l’esecuzione musicale tradizionale. Il film è arricchito con testimonianze di Mimma Guastoni, Alvise Vidolin, Ciro Scarponi, André Richard e Roberto Fabbriciani. Il film è stato presentato fuori concorso alla 51ª Mostra internazionale d'arte cinematografica di Venezia del 1994. 
Nel 1997, grazie al sostegno della Fondazione Archivio Luigi Nono è stata realizzata un’edizione ampliata di Respiri Silenzi... altri ascolti con inclusa una testimonianza di Massimo Cacciari.
Tra il 1995 e il 1997 produce e dirige Corti d’Autore - pensare la musica, dodici cortometraggi dedicati alla poetica musicale di altrettanti compositori. I primi otto sono realizzati nell'ambito del 46º Festival di Musica Contemporanea della Biennale di Venezia, l’ora di l’à del tempo, diretta da Mario Messinis. 
Alla base dei Corti c’è un testo critico realizzato seguendo logiche del linguaggio cinematografico che indaga la musica attuale attraverso il contributo degli autori e degli interpreti in cartellone alla Biennale del centenario che con oltre quaranta composizioni delineava un panorama quanto mai variegato degli approcci compositivi contemporanei riconducibili alle categorie dello spirituale e del religioso.
Una prima serie di sei cortometraggi di Corti d’Autore confluisce in un'unica raccolta.
Il Quare Tristis di Adriano Guarnieri su testo di Giovanni Raboni per soli, cori, orchestra e live electronics; l’incipit della voce fuori campo su testo di Raboni è affidato alla voce di Teresa Rampazzi. 
Il Requiem di Hans Werner Henze, nove concerti spirituali per pianoforte e solo tromba concertante e grande orchestra da camera.
La Missa-Dahlmer Messe di Dieter Schnebel per soli, due cori, orchestra, organo e suoni elettronici. 
Scardanelli-Zyklus I II III di Heinz Holliger, opera per flauto, orchestra da camera, coro e suoni elettronici su versi di Friedrich Hölderlin.  Romancero di Louis de Pablo, composizione per voci miste ed infine Vertical song per flauto solo del compositore giapponese Toshio Hosokawa, scritto per Roberto Fabbriciani. Quest’ultimo, interamente girato nelle Sale Apollinee, costituisce un documento storico del Ridotto del Teatro andato distrutto nell'incendio della Fenice, la notte del 29 gennaio del 1996.
Appartengono alla stessa serie dei Corti d’autore – pensare la musica del 46º Festival di Musica Contemporanea della Biennale di Venezia, ma separati, gli episodi Oktophonie, musica elettronica di Karlheinz Stockhausen e il Concerto per flauto e orchestra di Isang Yun con Roberto Fabbriciani.
Corti d’Autore - pensare la musica è presentato alla Biennale Musica, Quattro ritratti del 1996 e del 2014 ed è accessibile dalla piattaforma satellitare Medici.TV.
L’indagine critica nel mondo musicale contemporaneo si arricchisce nel 1997 con due nuovi Corti dedicati a Giacomo Manzoni e ad Aldo Clementi rispettivamente con le opere Quanta oscura selva trovai e Passacaglia, entrambi presentati in prima esecuzione assoluta per il concerto di Tempo Reale tenutosi il 14 ottobre 1997 al Teatro Studio di Milano per il Festival Milano Musica del 1996 consacrato all'opera di e con Luciano Berio.
Nel 1998 inizia la collaborazione con il canale tematico RaiSat Show a margine della quale prosegue la produzione di documentari autoprodotti ed estende la sperimentazione del linguaggio televisivo applicato al live performance.
Nel 1998 incaricato da Annabianca ed Emilio Vedova, lavora alla realizzazione di un documentario sulla grande antologica di Vedova allestita al Castello di Rivoli a cura di Ida Giannelli. Dopo le prime riprese il progetto viene sospeso, ma resta tuttavia un’esperienza preziosa nella fase preparatoria e nel rapporto intercorso tra il regista con uno dei grandi maestri dell'arte del Novecento.
Nel corso del 2000, nello spazio del Teatro Fondamenta Nuove di Venezia, "luogo della contemporaneità", in coproduzione con l’associazione culturale Vortice di Venezia, realizza il film performance L'ultimo nastro di Krapp di Samuel Beckett con John Tilbury nel ruolo titolo. Nella trasposizione televisiva, il rigore ieratico dell’idea drammaturgica del celebre monologo è declinato in un unico e inesorabile piano sequenza fotografato dallo stesso regista marcando stretto l’attore in scena.
Nel maggio del 2001, la struttura di mattoni e legno del Teatro Fondamenta Nuove diventa nuovamente teatro di posa per la realizzazione del film concerto in tre piani sequenza con la chitarrista Elena Casoli interprete di un trittico di brani M. Pisati, M. Tadini e Steve Reich per chitarra elettrica. Il film è realizzato con la collaborazione dello studio Agon, il Centro di ricerca e produzione musicale interdisciplinare.
Nell'estate del 2001 vola in Giappone per realizzare Oh, King god! un documentario sullo storico fondatore della danza Butho giapponese Kazuo Ōno prodotto e distribuito dalla giapponese Canta Co Ltd. la società  depositaria del patrimonio culturale del grande danzatore scomparso nel 2010.
Nel 2002, su commissione della Fondazione Giorgio Cini di Venezia, per i 50 anni dalla sua costituzione, realizza il documentario Si monumentum... (Si monumentum requiris circumspice). Il film si avvale del contributo dello storico Sergio Romano, di una rara selezione di filmati d’epoca individuati nel corso delle ricerche presso gli archivi dell'Istituto Luce e della Fondazione Cini consentendone il recupero e il restauro conservativo.
Su incarico ricevuto nel 2003 dalla presidenza del CdA della Fondazione Benetton, imposta e coordina la startup delle attività culturali di Palazzo Bomben di Treviso tra cui l’attivazione di partenariati con RAI Educational, oggi Rai Cultura e Sky Classica, da cui scaturiranno i documentari di Massimo Sangermano per il contenitore televisivo Magazzini Einstein. e il programma a cura di Maria Mauti Al Presente, incontri contemporanei – Omaggio Ad Aldo Clementi di Enrico Girardi.
Produce i pluripremiati documentari del regista asolano Riccardo De Cal Quando l'arte si Tace, sull'opera di Gino Rossi e Memoriae Causa, sul monumento funebre Tomba Brion realizzato dall'architetto Carlo Scarpa Quest’ultimo film del 2007 è prodotto ad integrazione del percorso espositivo Memoriae Causa. Carlo Scarpa e il complesso monumentale Brion dove per la prima volta sono resi accessibili rari documenti video e audio del grande architetto veneziano, tra cui la conferenza del 1976 resa all'Accademia di belle arti di Vienna sul tema Può l’architettura essere poesia? e la registrazione audio della lezione pubblica Mille cipressi tenutasi a Madrid nel 1978, la più ampia conferenza tenuta da Scarpa sul complesso monumentale Brion.
- 2006 - Quando l'arte si Tace
  - Primo Premio Festival Internazionale del Cinema d'Arte di Bergamo
  - Premio Migliore biografia d'Artista Asolo International Art Film Festival
- 2007 - Memoriae Causa
  - Primo Premio “Le mura d’oro” al Festival Internazionale del Cinema d’Arte di Bergamo
  - Premio Speciale "Generali" al Festival Internazionale del Cinema d'Arte di Bergamo
  - Premio Miglior Film sull’Architettura e Design al 26° Asolo International Art Film Festival
  - Premio Architettura e Design al Premio Libero Bizzarri
  - Premio Miglior Fotografia al Premio Libero Bizzarri
  - In concorso al 48º Festival dei Popoli di Firenze
  - Menzionato al BigScreen Film Festival (Cina) 2007

Nel 2010, dopo una breve parentesi statunitense dedicata allo studio della scrittura cinematografica, dopo tre anni di lavoro termina la stesura della prima sceneggiatura per il lungometraggio Venezia, 1882. Ambientato nella città lagunare nell'inverno del 1882 il film ricostruisce, a partire da un'accurata ricerca storica e musicologica, l'esecuzione presso il Ridotto del Teatro la Fenice della Sinfonia in Do, un lavoro giovanile di Richard Wagner creduto perso, eseguito e diretto nell'intimità famigliare dallo stesso compositore alcune settimane prima del suo decesso avvenuto a Venezia il 13 febbraio del 1883. 
Nel 2011, su stimolo della veneziana Kublai Film, ricaverà dalla propria sceneggiatura il documentario Richard Wagner. Diario veneziano della sinfonia ritrovata. Per l'alto valore culturale e la qualità il film è stato presentato nel 2015, in occasione del bicentenario della nascita del grande compositore tedesco, nell'ambito del Festival di Bayreuth e alla Library of Congress di Washington il 7 novembre 2014 in prima statunitense.
Nel dicembre 2013 fonda la propria società di produzione e distribuzione BLIQ Srl.
Nel 2015 in coproduzione con Kublai Film con la nuova impresa di produzione produce e dirige un dittico di film concerto Zoroastro. Io, Giacomo Casanova, basato sulla tragédie lyrique di Louis de Cahusac e Jean-Philippe Rameau nella traduzione italiana e testi di Giacomo Casanova con Galatea Ranzi e la Theresia Youth Baroque Orchestra, diretta da Claudio Astronio e realizzato in collaborazione con la Sagra Musicale Malatestiana e Piani Paralleli da una suite per quartetto Jazz e orchestra d’archi composto dal pianista e compositore siciliano Giovanni Mazzarino, in associazione con l’etichetta discografica milanese, Jazzy Records.

## Rai - Radio televisione italiana
Nel 1989 approda in Rai collaborando come programmatore ai canali della filodiffusione e firmando alcuni programmi per Rai Radio 3, tra cui Cocteau e l’altro specchio, ciclo di 13 puntate che rappresenta un unicum nella vasta produzione di studi effettuati sull'eclettica attività di Jean Cocteau. Il programma va in onda su Rai Radio 3 nel corso del 1991 e più volte replicato.
Nel marzo 1993 realizza il ciclo di tre puntate Teresa Rampazzi, fino all'ultimo suono un omaggio alla propria insegnante e amica che scomparirà nel 2001. Le tre puntate vanno in onda nella rubrica radiofonica Scatola Sonora a ripercorrere la singolare biografia musicale della compositrice, figura di primo piano dell'avanguardia musicale italiana del secondo dopoguerra che l'autore rintraccia nel suo ritiro di Bassano del Grappa.
Il ciclo radiofonico, organizzato sul modello di un’istruttoria, decostruisce i materiali rinvenuti dall'autore negli archivi dispersi dalla musicista con ascolti mirati e preziosi contributi forniti da amici e collaboratori, che ne hanno condiviso per tratti il talvolta tumultuoso percorso professionale, tra i quali Ennio Chiggio cofondatore assieme alla musicista del Gruppo NPS, di Franco Donatoni, del musicologo Ugo Duse, del direttore del CSC Graziano Tisato, di Alvise Vidolin e degli allievi che le furono particolarmente vicini come Giuseppe De Meo e l’ultimo, Tonino Delfino.
Nel 1993, per Il DSE, Dipartimento Scuola Educazione della RAI, oggi Rai Cultura, in Muove la Regina, contenitore quotidiano di e con Daniela Palladini, in onda sulla terza rete televisiva, sperimenta l'adattamento televisivo di una serie di frammenti testuali tratti da celebri monologhi teatrali.

## RaiSat - Documentari concerti
Con la creazione nel 1997 dei canali tematici satellitari di RaiSat inizia la collaborazione con Rai Sat 1 - Cultura e spettacolo e successivamente con RaiSat Show diretti da Paolo Giaccio. 
Per i nuovi canali tematici satellitari realizza numerose regie televisive adottando punti di ripresa sempre più aggiornati alla necessità di un ampliamento della sintassi televisiva nel dialogo con le arti performanti forzando il superamento della tradizionale ripresa frontale e stabilendo, laddove viene consentito, un compromesso con l’allestimento scenico per restituirlo ad una rappresentazione televisiva avveduta e consapevole.
Io Frammento dal Prometeo – una ricognizione del 1998, è girato a Venezia nella stagione concertistica del Teatro La Fenice, Civiltà Musicale Veneziana. 
Il film sottopone l’opera di Luigi Nono Io, Frammento dal Prometeo a una decostruzione affidata all'ascolto musicale, all'acquisizione di importanti documenti d’archivio e, in particolare modo, al processo di riscrittura della partitura sottoposta a verifica dall'editore Ricordi mediante l’apporto di quanti, storicamente, ne testimoniarono l’evoluzione. 
Il film, girato tra la Scuola San Giovanni Evangelista e il Pala Fenice dell’Isola del Tronchetto nel dicembre del 1997, è il primo documentario musicale prodotto dalla nuova piattaforma televisiva della Rai ed è presentato in anteprima al Premio Venezia alla Comunicazione Culturale 1998 assegnato a RaiSat.
Seguono nel 1999 due film concerto, il primo A floresta é jovem et cheja de vida di Luigi Nono andato in scena per la stagione musicale di Milano Musica al Piccolo Teatro di Milano a conclusione del ripristino della partitura realizzata da Casa Ricordi e il secondo, Stock Zone - TakuHon  di Maurizio Pisati con Mario Brunello e l’Orchestra d'archi italiana.
Nell'estate del 2000 realizza la regia televisiva del Satyricon di Bruno Maderna, andato in scena al Lauro Rossi per la stagione dello Sferisterio di Macerata con la direzione di Donato Renzetti e la regia teatrale di Giancarlo Cobelli. Parte della registrazione avvenuta a porte chiuse ha consentito alla regia di entrare nello spazio scenico e ad impossessarsi pienamente della sintassi propria del linguaggio cinematografico. Ne deriva un prodotto che restituisce alla platea televisiva uno spettacolo rimodulato nei suoi contenuti al medium di destinazione e sottratto alla mera e mortificante riproduzione.
Nell'autunno del 2000 completa il trittico delle opere registrate in video di Lugi Nono con la ripresa del Prometeo, tragedia dell’ascolto, eseguito allo spazio Antologico di Milano il 4 novembre del 2000 per il 10º Festival di Milano Musica. Il film conclude la serie di produzioni dei documentari concerti realizzati nel quadro delle attività della storica istituzione musicale milanese sotto la direzione della sua fondatrice, Luciana Abbado Pestalozza scomparsa nel 2012.
Nell'ottobre del 2002 concepisce la regia televisiva di Medea-opera video di Adriano Guarnieri, sul modello di una rimediazione dell’opera assimilando i punti di vista delle telecamere predisposte in scena dalla regia di Giorgio Barberio Corsetti al dispositivo predisposto per la ripresa televisiva, per un totale di dodici punti mobili collocati dentro e a margine dell’imponente allestimento andato in scena al Pala Fenice di Venezia. In sede di post produzione i materiali video, tra cui gli inserti di Fabio Massimo Iaquone, sono rimontati e recuperati alla sintassi del linguaggio televisivo di un’opera video tout court. Medea diventata un'opera di referenza nella produzione del compositore bolognese e sarà al centro di numerosi studi circa il rapporto tra l'opera musicale e la ripresa televisiva.

## RaiSat - Biennale di Venezia
La riforma della Biennale di Venezia del 1998 coincide col varo dei canali gratuiti della piattaforma satellitare di RaiSat a cui occorre aggiungere la comparsa di tecnologie digitali miniaturizzate per la ripresa televisiva; ne consegue un abbattimento dei costi di produzione. 
Ad offrire un sistematico e organico apporto di contenuti al canale tematico RaiSat Show è il settore Danza, inaugurato dalla riforma. che si aggiunge ai settori Architettura, Arti visive, Cinema, Teatro e Musica la cui direzione è affidata per il quadriennio 1999-2002 alla danzatrice e coreografa statunitense Carolyn Carlson.
Dall'imponente progetto di documentazione si evidenziano il format di puntate monografiche dedicate a personalità del mondo della danza internazionale e in particolare i quattro documentari riconducibili alle altrettante coreografie della Carlson prodotte e interpretati nel corso del suo mandato.
- Parabola (andato in scena al Teatro Verde della Fondazione Cini) (1999)
- Light Bringers - musica di Philip Glass, (andato in scena al Teatro Verde della Fondazione Cini) (2000)
- J. Beuys Song - musica di Giovanni Sollima (andato in scena negli spazi delle corderie dell’arsenale) (2002)
- Waltz Thru Time di e con Lario Ekson - musica di René Aubry, (andato in scena al Malibran) (2002)
- Writings on Water musica di Gavin Bryars (andato in scena al Malibran) (2002)

Infine, a compimento dell’impegnativo lavoro di documentazione svolto in Biennale per RaiSat, realizza il documentario in due parti Solo Donna/Uomo che costituisce un compendio per immagini delle produzioni coreografiche prodotte ed ospitate nel quadriennio della direzione della Carlson e commentate dalla stessa coreografa americana. I programmi realizzati sono stabilmente presenti nei palinsesti televisivi di Rai 5

### Settore musica
- Camera Obscura di Marco di Bari (2001)

### Settore teatro
- Cantà di Enzo Moscato (1999)

### Settore danza
- Parabola - coreografia Carolyn Carlson, Gianni De Luigi (1999)
- Let the Grass Grow - Don't Look Back - coreografia Marie-Claude Pietragalla (1999)
- Don't Look Back - coreografia Marie-Claude Pietragalla (1999)
- Celebration (antologia di Kazuo Ohno) - coreografia Kazuo Ohno (1999)
- The Dead Sea - coreografia Kazuo Ohno (1999)
- Awakening in a Dream - coreografia Mui Cheuk-Yin (1999)
- Eulogy - coreografia Mui Cheuk-Yin (1999)
- Le prix, la porte - coreografia Elsa Wolliaston (1999)
- Morgacqua - coreografia Barbara Martinini (1999)
- Lilith - coreografia Helena Pikon (1999)
- Jane - coreografia Malou Airaudo (1999)
- Il freddo dell'acqua - coreografia Nina Hyvärinen (1999)
- Silent Cries - coreografia Sabine Kupferberg (1999)
- Il vuoto dell'acqua - coreografia Carolyn Carlson (1999)
- Il tempo dell'acqua - coreografia Carla Fracci (1999)
- Susano-Wo - coreografia Anna Sariola (1999)
- Silk - coreografia Rina Schenfeld (1999)
- La parola dell'acqua - coreografia Talia Paz (1999)
- Fiordalisi - coreografia Raffaella Giordano (1999)
- La Testimone - coreografia Caterina e Carlotta Sagna (1999)
- Esercizi spirituali - coreografia Caterina e Carlotta Sagna (1999)
- Solos 1978-1998 - coreografia Compagnie Marie Chouinard (1999)
- Shankara Srigiri - coreografia Alarmel Valli (1999)
- Kayamalar - coreografia Alarmel Valli (1999)
- Thillana - coreografia Alarmel Valli (1999)
- Flut - coreografiaSusanne Linke (1999)
- Wandlung - coreografia Susanne Linke (1999)
- Solo da Über Kreuz - coreografia Susanne Linke (1999)
- Solo 1999 da H2O - coreografia Susanne Linke (1999)
- Light Bringers - coreografia Carolyn Carlson (2000)
- Unetsu (delle uova stanno in piedi per curiosità) - coreografia Sankai Juku (2000)
- Mikazuki-no-Yoru - coreografia Kodò (2000)
- Wara - Maratona di danza - coreografia Batsheva Dance Company (2000)
- La cerimonia dei dervisci rotanti - coreografia Ensemble Kudsi Erguner (2000)
- The Sound of Ocean - coreografia U Theatre (2000)
- Le danze sacre dei Monaci Tibetani (2000)
- Le cerimonie di Padmasambhava e le danze Tcham (2000)
- J.Beuys Song - coreografia Carolyn Carlson (2001)[35]
- Kaze - coreografia Tero Saarinen (2001)
- Petit psaume du matin - coreografia Josef Nadj (2001)
- Faustus Circus - coreografia Massimo Moricone - musica Giovanni Mancuso (2001)
- Tre assoli italiani: Regina - Quduò - Live - coreografia Monica Francia, Antonio Montanile, Francesco Scavetta, musica Luigi Ceccarelli (2001)
- La scala del fuoco - coreografia Laura Balis e Cinzia Romiti, musica Michael Galasso (2001)
- Rain - coreografia Anne Teresa de Keersmaeker (2001)
- Waltz thru Time - coreografiaCarolyn Carlson (2002)
- Hallo Kitty! - coreografia Enzo Cosimi (2002)
- Relazione Pubblica - coreografia Caterina Sagna (2002)
- Under Construction - coreografia Gilles Jobin Dance Co. (2002)
- Sens cible - coreografia Andrew De Lotbinière Harwood (2002)
- Instinct - coreografia Andrew De Lotbinière Harwood (2002)
- Mapplethorpe - coreografia Ismael Ivo (2002)
- Il migliore dei mondi possibili - parte II - coreografia Roberto Castello (2002)
- Testimone Modesto - coreografia Alessandro Certini (2002)
- La muta - coreografia Nicola Laudati (2002)
- Follow - coreografia Wu Zheng (2002)
- Le rêve - coreografia Fabrice Lambert (2002)
- Cotton Crown - coreografia Yuval Pick (2002)
- Kan (Prisoners of Freedom) - coreografia Yutaka Takei (2002)
- A letter of a dead man - coreografia Jorma Uotinen (2002)
- A Blind Moment - coreografia Hara Kuorelahti (2002)
- Electricboogiebutoh - coreografia Ivan Wolfe (2002)
- Camera del cuore - coreografia Urs Dietrich (2002)
- Emissary - coreografia Frey Faust (2002)
- Hommages - coreografia Mark Tompkins (2002)
- Haman/Navas Project - coreografia José Navas (2002)
- Solo señor - coreografia Jordi Puigdefabregas Serra (2002)
- Labyrinths - coreografia Domingo Tejada Moreno (2002)
- After You'veGone - coreografia Doug Varone (2002)
- Nocturn - coreografia Doug Varone (2002)
- On the Field of Destiny - coreografia Doug Varone (2002)
- Shirtology - coreografia Frédéric Seguette (2002)
- Hunt / Johan Silverhult, Tal - coreografia Tero Saarinen  (2002)
- Le journal d'un inconnu - coreografia Josef Nadj (2002)
- Frank - coreografia Nigel Charnock (2002)
- OmKara - coreografia Raghunat Manet e Didier Lockwood (2002)
- Chienne de vie! - coreografia Vagabond Crew (2002)
- Courage mon amour - coreografia Cas Public (2002)
- Ship in a view - coreografia Pappa Tarahumara (2002)

## Incarichi
Nell'autunno del 2001, dopo un lungo periodo di chiusura, riporta in attività il Festival Internazionale del Documentario d'Arte e di Biografia d'Artista di Asolo, sorto nel 1973 da un’idea di Flavia Paulon. Ne riorganizza l’intero impianto dotandolo inoltre di tecnologia avanzata necessaria alla sua gestione e comunicazione e per il recupero dell'identità storica. Lascia la direzione del Festival l’anno successivo chiamato a dirigere il neo istituito settore della Iniziative Culturali della Fondazione Benetton di Treviso.
Curatore di sezione per alcune edizioni del festival Videopolis, manifestazione video-cinematografica sulla rappresentazione dello spazio umano, promosso dalla Regione Veneto.
Approdato alla direzione artistica della Fondazione Benetton, per il quadriennio 2003–2007, nella sede del restaurato Palazzo Bomben avvia un progetto culturale multidisciplinare avvalendosi di numerosi partenariati istituzionali e un fitto calendario di iniziative e innovativi progetti espositivi caratterizzati da una forte convergenza di linguaggi diversificati e una sistematica applicazione di tecnologie avanzate, estese ai processi della documentazione, della conservazione e della divulgazione delle attività per la quali viene istituito un apposito archivio reso accessibile alle diverse utenze.
Il corpus delle numerose attività promosse alla direzione delle Iniziative Culturali è costituito da un ampio ventaglio di iniziative che spaziano nelle discipline artistiche e culturali più disparate: dagli incontri letterali, alle rassegne di video arte, alle commissioni di monologhi teatrali, tra cui il monologo della partigiana Carmen di e con Diana Hobbel all'attivazione di prolifici partenariati con case editrici come Adelphi, Mondadori, minimum fax e Liberi Libri e istituzionali tra cui il FAI Fondo Ambiente Italiano.
Segnatamente, nel settore musicale, inaugura il primo esempio italiano di un gruppo da camera in residenza con ospiti per il biennio 2004-2005 il Quartetto Borciani e per il 2006-2007 il Trio di Parma impegnati nell'esecuzione di un vasto repertorio di musica classica e contemporanea integrato da un programma didattico e di matinée musicali per le scuole di ogni ordine e grado.
Nel 2004 cura l’esposizione crossmediale dedicata a Fernanda Pivano Voci-Voices in occasione della quale avvia un importante progetto di recupero conservativo di materiali sonori deperibili costituito in centinaia di ore fra conversazioni, conferenze e momenti di lavoro con scrittori, musicisti e poeti (da Hemingway a Kerouac, Ginsberg e Ungaretti) raccolti dalla Pivano dal 57’ alla metà degli anni ’80, conservati presso il Fondo Riccardo e Fernanda Pivano donato dalla celebre americanista alla Fondazione Benetton nel 1997, attualmente depositato presso la Fondazione Corriere della Sera.
Il ripristino della funzionalità dei documenti sonori è affidato al Laboratorio di restauro audio M.I.R.A.G.E dell'Università di Udine diretto da Angelo Orcalli e riversato su supporto digitale in copie d’archivio per un totale di oltre 200 Cd. L’imponente recupero viene presentato dall'allora Rettore Furio Honsell all'interno del IV Incontro Internazionale Biennale sul Restauro Audio svoltosi tra Gorizia e Palazzo Bomben di Treviso.
Il partenariato tra la Fondazione Benetton Iniziative Culturali e Lo studio MIRAGE si estende al V Incontro Internazionale Biennale sul Restauro Audio del 2006, consacrato alle Metamorfosi delle memorie: per conservare la musica contemporanea. Tra le numerose personalità di rango provenienti dal mondo artistico e della ricerca scientifica affluite agli incontri, figurano tra gli altri, il compositore belga Henri Pousseur e il poeta Michel Butor esibirsi in uno storico concerto.
Nel 2005, con Fabrica il centro di comunicazione della Benetton, la Fondazione Luigi Nono e Ricordi spa contribuisce alla realizzazione di un DVD didattico musicale dedicato alla prima delle opere di Luigi Nono in cui il compositore veneziano fa uso dell'elettronica dal vivo Das atmende Klarsein per piccolo coro, flauto basso, live electronics e nastro magnetico. Il DVD è distribuito da CASA RICORDI in allegato alla partitura del brano.
Nel 2006 avvia il progetto espositivo Quando l’Arte si tace dedicato a Gino Rossi e Arturo Martini, dove per la prima volta viene esposta un’ampia selezione di documenti inediti proveniente dagli archivi trevigiani, resi accessibili mediante tecnologie digitali e contenuti multimediali distribuiti su diversi livelli narrativi. 
A margine della mostra Quando l’Arte si Tace, avvia il restauro cinematografico dei tre saggi in pellicola di Paolo Saglietto realizzati dal regista ligure per la Società Corona Cinematografica e recuperati dalla Fondazione mediante la collaborazione attivata con la Cineteca di Bologna, depositaria del Fondo Corona Cinematografica.
Nel 2007 il settore delle Iniziative Culturali viene assorbito dalla Fondazione Benetton Studi e Ricerche.

## Università
Tra il 1999 e il 2009 svolge docenza a contratto in Storia e Tecnica del documentario artistico presso il Corso di Laurea in Tecniche Artistiche dello Spettacolo dell'Università Ca' Foscari Venezia e in Produzione e consumo di arte cine video riprodotta presso la laurea triennale di Economia e gestione delle arti e delle attività culturali (EGARD).
Dal 2006 è docente a contratto al DAMS, Università di Udine, sede di Gorizia, di Gestione e organizzazione dello spettacolo. 
Negli anni di docenza pone a sistema l’attività professionale con quella di docente promuovendo numerose iniziative volte alla divulgazione della cultura cinematografica. Promuove convenzioni quadro d’ateneo, convenzioni per stage con istituzioni ed aziende e organizza attività seminariali esterne tra cui, nel 2000, un convegno al salone dei BB CC di Venezia, sul documentario d’Arte italiano, realizzato in collaborazione con RaiSat e la neonata associazione di documentaristi italiani DOC.it di cui è socio fondatore e già membro del primo direttivo. 
Promuove convenzioni e iniziative con l’Università di Venezia e il Festival Internazionale del Film sull'Arte e di Biografie d'Artista di Asolo, la Fondazione Benetton, la Fondazione Ente dello Spettacolo, Imprese creative e di produzione cinematografiche, Incontri con filmaker.
Nel 2009 infine, coordina e realizza per il Settore Teatro della Biennale di Venezia diretto da Maurizio Scaparro, Documentare il Teatro, raccontare il teatro, Prospettive per una memoria sostenibile
Nello stesso anno, a seguito dell’insieme dei provvedimenti correlati alla Riforma Gelmini, al riordino dei corsi universitari e a pressanti impegni professionali, lascia l’Ateneo veneziano, mantenendo soltanto il contratto di docenza con quello udinese.

## Filmografia

### Documentari
- Respiri, silenzi... altri ascolti. Il suono nella prassi esecutiva dell'ultimo Nono (1993)
- Oh, Kind god! (2001)
- Solo Donna. Carolyn Carlson (2002)
- Si monumentum requiris circumspice (2002)
- An italian Journey with Rachmaninov (2004)
- Richard Wagner. Diario veneziano della sinfonia ritrovata (2013)

### Documentari concerto
- Corti d'Autore. Pensare la musica - cortometraggio (1995-1997)
- Io, frammento dal Prometeo - documentario (1998)
- Parabola (1999)
- A floresta é jovem et cheja de vida (1999)
- Risonanze. Nuove musiche contemporanee (2001)

### Film concerti
- Stock Zone - TakuHon (1999
- Satyricon (2000)
- Prometeo, tragedia dell’ascolto (2000)
- L'ultimo nastro di Krapp  (2001)
- Medea-opera video (2002)
- Zoroastro - Io, Casanova (2016)
- Piani Paralleli (2016)

### Teatro musicale
- O King, Luciano di Luciano Berio - regia (1982)
- Echos II de votre Faust di Henri Pousseur - regia, scene, costumi (1983)
- L'Harlekin di Karlheinz Stochhausen - regia (1984)
- La voce umana di Francis Poulenc Jean Cocteau - regia, scene e costumi (1985)
- Histoire du Soldat - regia, scene e costumi (1987)
- Il telefono/Madame Landru di Gian Carlo Menotti, Roberto Hazon - regia, scene e costumi (1990)
- L’italiana in Algeri di Gioacchino Rossini - regia, scene e costumi (1990)